# Karczewice
Karczewice – wieś w Polsce położona w województwie śląskim, w powiecie częstochowskim, w gminie Kłomnice.
W latach 1975–1998 miejscowość administracyjnie należała do województwa częstochowskiego.

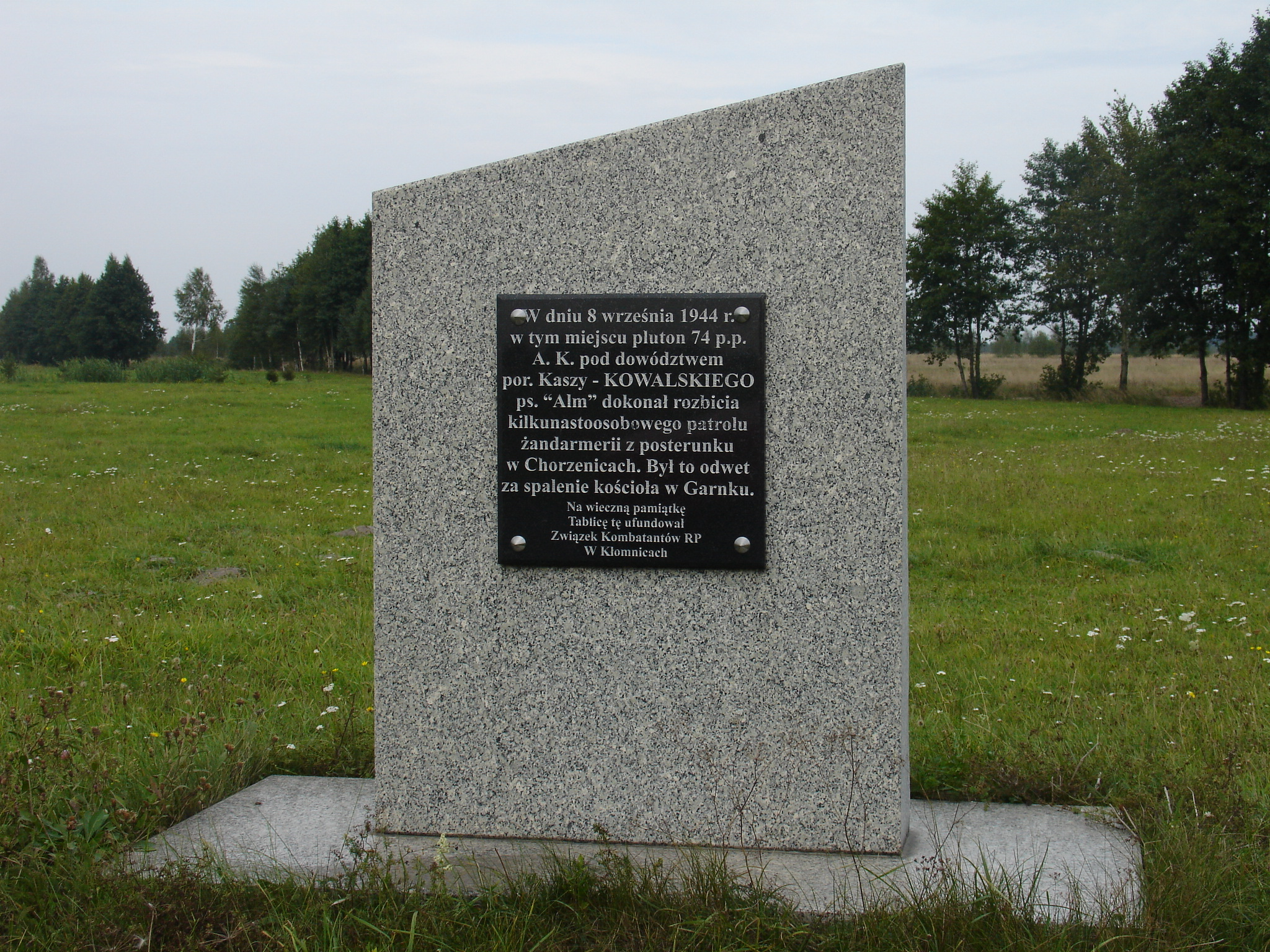
Pamiątkowa tablica poświęcona rozbiciu niemieckiego oddziału w 1944 r.